# Stefan Johansson (autóversenyző)
Stefan Nils Edwin Johansson (Växjö, 1956. szeptember 8. –) svéd autóversenyző, volt Formula–1-es pilóta.

## Pályafutása
Az 1979-es brit Formula–3-as bajnoki cím elnyerése után a Formula–2-es sorozat egyik meghatározó egyénisége lett. A Formula–1-es bemutatkozására csak az 1983-as idény közepén került sor, a feltörekvő Spirit-Honda csapatban. 1984-től a Honda a Williamsekbe építette be a motorjait, így Johansson csapat nélkül maradt. Ezután beugró pilóta lett a Tyrrellnél és a Tolemannál. Úgy tűnt, hogy ő lesz a csapat vezető pilótája, amikor vita robbant ki a gumiabroncsokról, és így újra csapat nélkül maradt. Ekkor szerződést kapott a Ferraritól René Arnoux helyére, de 1987-től a csapat Gerhard Bergert részesítette előnyben. Ekkor a McLaren-hez igazolt, de Alain Prost mellett nem sikerült bizonyítania. Amikor 1988-ban Ayrton Senna leszerződött a McLarenhez, számára már nem volt hely a csapatban.
1991-től az Indycar versenyeken szerepelt, ahol az év újoncának is megválasztották.

## Teljes Formula–1-es eredménysorozata
(Táblázat értelmezése)

(Félkövér: pole-pozícióból indult; dőlt: leggyorsabb kört futott) 

| Év   | Csapat   | 1      | 2      | 3      | 4      | 5      | 6       | 7      | 8      | 9      | 10      | 11      | 12     | 13      | 14     | 15     | 16     | Helyezés | Pont |
| ---- | -------- | ------ | ------ | ------ | ------ | ------ | ------- | ------ | ------ | ------ | ------- | ------- | ------ | ------- | ------ | ------ | ------ | -------- | ---- |
| 1980 | Shadow   | ARG NK | BRA NK | RSA    | USW    | BEL    | MON     | FRA    | GBR    | GER    | AUT     | NED     | ITA    | CAN     | USA    |        |        | –        | 0    |
| 1983 | Spirit   | BRA    | USW    | FRA    | SMR    | MON    | BEL     | DET    | CAN    | GBR Ki | GER Ki  | AUT 12  | NED 7  | ITA Ki  | EUR 14 | RSA    |        | –        | 0    |
| 1984 | Tyrrell  | BRA    | RSA    | BEL    | SMR    | FRA    | MON     | CAN    | DET    | DAL    | GBR Kiz | GER Kiz | AUT NK | NED Kiz |        |        |        | 17.      | 3    |
| 1984 | Toleman  |        |        |        |        |        |         |        |        |        |         |         |        |         | ITA 4  | EUR Ki | POR 11 | 17.      | 3    |
| 1985 | Tyrrell  | BRA 7  |        |        |        |        |         |        |        |        |         |         |        |         |        |        |        | 7.       | 26   |
| 1985 | Ferrari  |        | POR 8  | SMR 6  | MON Ki | CAN 2  | DET 2   | FRA 4  | GBR Ki | GER 9  | AUT 4   | NED Ki  | ITA 5  | BEL Ki  | EUR Ki | RSA 4  | AUS 5  | 7.       | 26   |
| 1986 | Ferrari  | BRA Ki | ESP Ki | SMR 4  | MON 10 | BEL 3  | CAN Ki  | DET Ki | FRA Ki | GBR Ki | GER 11  | HUN 4   | AUT 3  | ITA 3   | POR 6  | MEX 12 | AUS 3  | 5.       | 23   |
| 1987 | McLaren  | BRA 3  | SMR 4  | BEL 2  | MON Ki | DET 7  | FRA 8   | GBR Ki | GER 2  | HUN Ki | AUT 7   | ITA 6   | POR 5  | ESP 3   | MEX Ki | JPN 3  | AUS Ki | 6.       | 30   |
| 1988 | Ligier   | BRA 9  | SMR NK | MON Ki | MEX 10 | CAN Ki | DET Ki  | FRA NK | GBR NK | GER NK | HUN Ki  | BEL 11  | ITA NK | POR Ki  | ESP Ki | JPN NK | AUS 9  | –        | 0    |
| 1989 | Onyx     | BRA NK | SMR NK | MON NK | MEX Ki | USA Ki | CAN Kiz | FRA 5  | GBR NK | GER Ki | HUN Ki  | BEL 8   | ITA NK | POR 3   | ESP NK | JPN NK | AUS NK | 12.      | 6    |
| 1990 | Onyx     | USA NK | BRA NK | SMR    | MON    | CAN    | MEX     | FRA    | GBR    | GER    | HUN     | BEL     | ITA    | POR     | ESP    | JPN    | AUS    | –        | 0    |
| 1991 | AGS      | USA NK | BRA NK |        |        |        |         |        |        |        |         |         |        |         |        |        |        | –        | 0    |
| 1991 | Footwork |        |        | SMR    | MON    | CAN Ki | MEX NK  | FRA NK | GBR NK | GER    | HUN     | BEL     | ITA    | POR     | ESP    | JPN    | AUS    | –        | 0    |

## Fordítás
- Ez a szócikk részben vagy egészben  a   Stefan Johansson című angol Wikipédia-szócikk fordításán alapul.  Az eredeti cikk szerkesztőit annak laptörténete sorolja fel. Ez a jelzés csupán a megfogalmazás eredetét és a szerzői jogokat jelzi, nem szolgál a cikkben szereplő információk forrásmegjelöléseként.

## Külső hivatkozások
- Profilja a grandprix.com honlapon (angolul)
- Profilja a statsf1.com honlapon (angolul)